# Бёрси-Кяйк
Бёрси-Кяйк, также прохо́д Бёрси, Биржевой прохо́д, Бёрси кяйк (эст. Börsi käik) — короткая (около 65 метров) пешеходная улица в историческом районе Старый город Таллина (Эстония), соединяет улицы Пикк и Лай.
В настоящее время представляет собой проход между двумя домами по улице Пикк — № 15 и № 17 (здание Большой гильдии). На улице устроена выставка «Поступь истории». На плитах тротуара — значимые для страны даты. 
Относится к числу наиболее типичных средневековых улиц Старого города. 

## История
Проход был открыт в 1413 году. Вход и выход с него осуществляется через арки. Ранее, до 1921 года, он назывался Гильди-Кяйк и проход Гильди (эст. Gildi käik — проход Гильдии). Оба своих названия получил по заседавшему в пристройке к зданию Большой гильдии Биржевому комитету. Официальный статус улицы проход не имеет. Вместе со зданием Большой гильдии проход Бёрси в 1997 году был внесён в Государственный регистр памятников культуры Эстонии как памятник архитектуры.

## Застройка
Проход ограничен следующими строениями:
- дом 14 (по ул. Лай) — трёхэтажное административное здание;
- дом 15 (по ул. Пикк) — впервые упоминается в начале XV века, использовался как зернохранилище, пивоваренный завод (1636). Реконструирован в XIX веке (архитектор Э. Бернхард, 1891, архитектор К. Вилькен, 1898) и в 1949 году (архитектор А. Эннет). Трёхэтажное здание с жилыми и торговыми площадями;
- дом 17 (по ул. Пикк) — бывшее здание Большой гильдии (XV век). После реконструкции здания в него переехал Эстонский исторический музей.

## Улица в кинематографе
На улице снят эпизод фильма «Вариант «Омега»». Здесь капитан Пауль Кригер (Олег Даль) рассказывает о Таллине Лотте Фишбах (Елена Прудникова).